# Parafia bł. Marii Teresy Ledóchowskiej w Muszynie
Parafia pw. bł. Marii Teresy Ledóchowskiej w Muszynie – parafia rzymskokatolicka znajdująca się w diecezji tarnowskiej w dekanacie Krynica-Zdrój. Jest drugą parafią w mieście. Erygowana w 1984. Mieści się przy ulicy Kościuszki.